# Ото Роберт Фриш
Ото Роберт Фриш, члан Краљевског друштва (1. октобар 1904 – 22. септембар 1979) је био британски физичар рођен у Аустрији који је радио на нуклеарној физици. Са Лизом Мајтнер је унапредио прво теоријско објашњење нуклеарне фисије (сковао термин) и први експериментално открио нуспроизводе фисије. Касније је са својим сарадником Рудолфом Пајерлсом дизајнирао први теоријски механизам за детонацију атомске бомбе 1940.

## Младост
Фриш је рођен у Бечу 1904. године у јеврејској породици, син Јустинијана Фриша, сликара, и Огисте Мајтнер Фриш, концертне пијанисткиње. И сам је био талентован за сликарство и клавир, али је такође делио љубав своје тетке Лизе Мајтнер према физици и започео је период студија на Универзитету у Бечу, где је дипломирао 1926. године са радом о утицају новооткривеног електрона на соли.

## Нуклеарна физика
Након неколико година рада у релативно неугледним лабораторијама у Немачкој, Фриш је добио позицију у Хамбургу код научника Ота Штерна, добитника Нобелове награде. Овде је радио на дифракцији атома (користећи кристалне површине) и такође доказао да је магнетни момент протона много већи него што се раније претпостављало.
Долазак Адолфа Хитлера на место канцелара Немачке 1933. натерао је Ота Роберта Фриша да донесе одлуку да се пресели у Лондон, где се придружио особљу на Биркбек колеџу и радио са физичарем Патриком Мајнардом Стјуартом Блекетом на технологији маглене коморе и вештачке радиоактивности. Уследио је петогодишњи боравак у Копенхагену код Нилса Бора где се све више специјализовао за нуклеарну физику, посебно за физику неутрона.

## Нуклеарна фисија
Током божићних празника 1938. посетио је своју тетку Лизу Мајтнер у Кунгелву, у Шведској. Док је била тамо, примила је вест да су Ото Хан и Фриц Штрасман у Берлину открили да судар неутрона са језгром уранијума производи елемент баријум као један од  нуспроизвода. Хан је у писму Мајтнеровој ову нову реакцију назвао „пуцањем“ језгра уранијума. Фриш и Мајтнер су претпоставили да се језгро уранијума поделило на два дела, објаснили су процес и проценили ослобођену енергију, а Фриш је сковао термин фисија, усвојен из процеса фисије у биологији.
Политичка ограничења нацистичке ере приморала су тимове Хана и Штрасмана, и Фриша и Мајтнерову (обоје су били Јевреји) да објављују одвојено. Ханов рад описује експеримент и налаз нуспроизвода баријума. Рад Мајтнерове и Фриша објаснио је физику која стоји иза овог феномена.
Фриш се вратио у Копенхаген, где је брзо успео да изолује делове настале у реакцијама фисије. Како се касније сећао сам Фриш, основну идеју директног експерименталног доказа нуклеарне фисије предложио му је Џорџ Плачек. Многи сматрају да су Мајтнер и Фриш заслужили Нобелову награду за свој допринос разумевању фисије.
Средином 1939. Фриш је напустио Данску на, како је очекивао, кратко путовање у Бирмингем, али је избијање Другог светског рата спречило његов повратак. Он и физичар Рудолф Пајерлс су израдили Фриш-Пајерлсов меморандум на Универзитету у Бирмингему, који је био први документ који је изложио процес којим би се могла генерисати атомска експлозија. Њихов процес би користио одвојени уранијум-235, који је захтевао прилично малу критичну масу и могао би да постигне ту критичност коришћењем конвенционалних експлозива за стварање изузетно снажне детонације. Меморандум је даље предвиђао ефекте такве експлозије — од почетне експлозије до насталих падавина. Овај меморандум је био основа британског рада на изградњи атомског уређаја (пројекат Tube Alloys) и пројекта Менхетн на коме је Фриш радио као део британске делегације. Фриш и Рудолф Пајерлс су радили заједно на Одсеку за физику на Универзитету у Бирмингему 1939–1940. Отишао је у Америку 1943. године пошто је на брзину добио британско држављанство.

## Пројекат Менхетн
Године 1944. у Лос Аламосу, један од Фришових задатака као вође групе Critical Assemblies био је да тачно одреди количину обогаћеног уранијума која би била потребна за стварање критичне масе, масе уранијума која би издржала нуклеарну ланчану реакцију. То је учинио тако што је сложио неколико десетина шипки од 3 cm обогаћеног уранијум хидрида истовремено и мерио растуће неутронске активности како се критична маса приближава. Водоник у металним шипкама је повећао време потребно за убрзање реакције. Једног дана Фриш је умало изазвао реакцију нагињући се над гомилу, коју је назвао „уређај Леди Годива“. Тело уређаја је одбијало неутроне назад у гомилу. Крајичком ока видео је да црвене лампе које су повремено трепериле када се емитују неутрони, „непрекидно светле“. Схвативши шта се дешава, Фриш је брзо руком разбацао решетке. Касније је израчунао да је доза зрачења била "прилично безопасна", али да је "оклевао још две секунде пре него што је уклонио материјал... доза би била фатална". „За две секунде добио је, по великодушним стандардима тог времена, целодневну дозвољену дозу неутронског зрачења. На тај начин су његови експерименти утврдили тачне масе уранијума потребне за испаљивање бомбе Малиша изнад Хирошиме.
Такође је дизајнирао експеримент "змајев реп" или "гиљотину" у којем је уранијум испуштен кроз рупу у већој фиксној маси уранијума, достижући нешто изнад критичне масе (0,1%) за делић секунде. На састанку за одобравање експеримента, Ричард Фајнман, коментаришући пролазну опасност која је укључена, рекао је да је то „као да голицате реп змају који спава“. У периоду од око 3 милисекунде температура је порасла брзином од 2000 °C у секунди и емитовано је преко 1015 вишка неутрона.

## Повратак у Енглеску
Године 1946. вратио се у Енглеску да би преузео место шефа одељења за нуклеарну физику у Институту за истраживање атомске енергије у Харвелу, мада је такође провео већи део наредних тридесет година предајући на Кембриџу где је био Џексонијански професор природне филозофије и стипендиста Тринити колеџа.
Пре него што је отишао у пензију, дизајнирао је уређај, SWEEPNIK, који је користио ласер и компјутер за мерење трагова у коморама са мехурићима. Видевши да ово има ширу примену, помогао је да се оснује компанија Ласер-Скан Лимитед, сада позната као 1Spatial, да искористи ту идеју.

## Пензионисање
Пензионисао се 1972. године, према прописима Универзитета. Преминуо је 22. септембра 1979.